# Lolland
Lolland (podle starého pravopisu též Laaland) je čtvrtý největší dánský ostrov. Nachází se v Baltském moři jižně od ostrova Sjælland a západně od ostrova Falster. Je 58 km dlouhý, 15–25 km široký a jeho rozloha je 1 242,86 km².
Na Lollandu bydlí přes 65 000 obyvatel ( 65 764 v roce 2010). Největšími městy jsou Maribo, Nakskov, Rødbyshavn a Rødby.
Ostrov je velmi plochý. Nejvyšší bod se nachází ve výšce 25 m n. m. na jihovýchodě poblíž obce Horslunde. Na jihu ostrova jsou dokonce místa, které se nacházejí až dva metry pod hladinou moře.
Vlády Dánska a Německa plánují spojit Lolland s německým ostrovem Fehmarn budoucím tunelem pod Fehmarnskou úžinou. Trasa E47 z Kodaně prochází Guldborgsundskou úžinu mezi Lollandem a Falsterem, v současné době ale trasa končí v Rødbyhavn, odkud trajekt převáží vozidla i vlaky na osmnáct kilometrů vzdálený německý ostrov Fehmarn. Dva starší mosty překlenují úžinu mezi Lollandem a Falsterem: Most Fredericka IX a Guldborgsundský most na severním konci úžiny. Falster leží přímo na východ od Lollandu.